# Каменный Амбар (поселение)
Каменный Амбар (О́льгино) — многослойное укреплённое поселение с могильником бронзового века (первая половина II тысячелетие до н. э.) в Карталинском районе Челябинской области, расположенное в одноименном урочище в 10 км к востоку от посёлка Варшавка на левом берегу реки Карагайлыаят (приток Тобола).
Радиоуглеродные даты памятника находятся в интервале 1976—1736 годов до н. э. Ранний этап функционирования памятника относится к синташтинской археологической культуре, поздний — к срубно-алакульской.

## История изучения
Ещё в 1982 году разведка Ю. В. Тарасова обнаружила на реке Карагайлыаят поселение, которое было названо «Ольгино», а в 1987 году И. М. Батанина с помощью дешифрования аэрофотосъемки обнаружила на поселении следы укреплений, аналогичные известным на поселениях Синташта, Аркаим, Устье. Раскопочные работы 1992 года, проведённые отрядом археологической экспедиции ЧГПУ под руководством Н. Б. Виноградова, подтвердили это предположение. Но на этом работы на поселении временно прекратились, внимание было сконцентрировано на изучении синхронного некрополя Каменный Амбар-5.

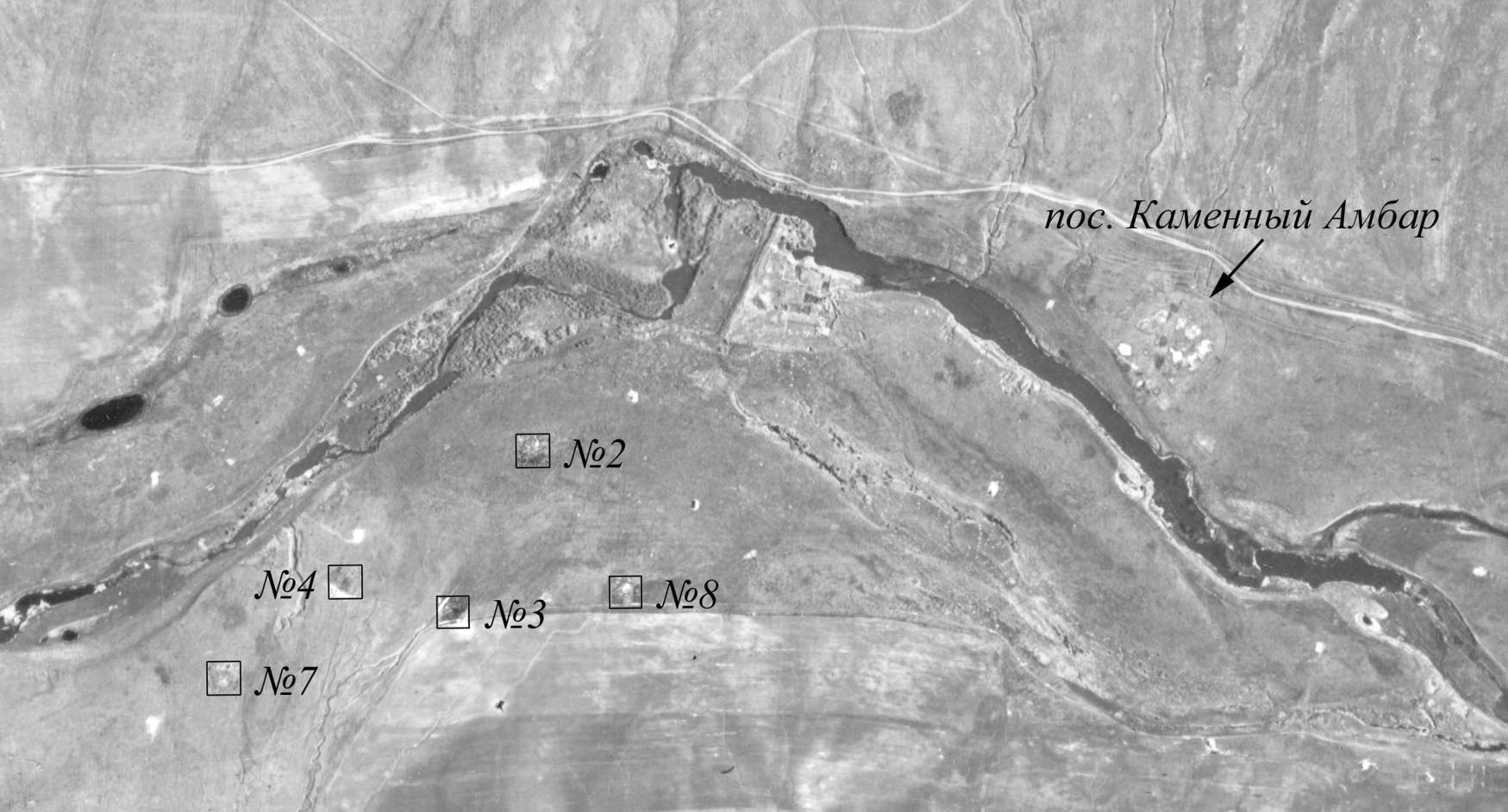
Аэрофотосъемка поселения и некрополя. Цифрами обозначены курганы.

Работы были возобновлены в 2004 году, когда Зауральской лесостепной археологической экспедицией Института истории и археологии УрО РАН (Л. Н. Корякова, А. В. Епимахов, С. В. Шарапова, Н. А. Берсенева, С. Е. Пантелеева и др.) был заложен новый раскоп к северу от раскопа Н. Б. Виноградова. В течение четырёх полевых сезонов было исследовано более 900 м². площади поселения, произведена магнитометрическая (док. Хэнкс Б., док. Мерони К.) и топографическая съёмка (к.и.н. Берсенева Н. А., Молчанов И. В.), а также собран подъёмный материал. Работы успешно продолжаются. Привлекаются специалисты из стран Западной Европы, США. На раскопках поселения проходят учебную археологическую практику студенты Южно-Уральского гос. университета (рук. доц. А. В. Епимахов), Уральского гос. университета имени А. М. Горького (рук. проф. Л. Н. Корякова), Университета Франкфурта-на-Майне (рук. проф. Р. Краузе, док. Э. Кайзер, проф. Н. Бороффка), работают волонтёры.

## Результаты
В изученном культурном слое преобладают материалы синташтинской и петровской культур, встречаются находки позднего бронзового века. К 2009 году раскопками изучен северо-восточный угол поселения, где найдены руинизированный вал с каменной облицовкой, ров, несколько жилищ синташтинско-петровского времени и одна постройка позднего бронзового времени.